# 笹山哲平
笹山 哲平（ささやま てっぺい）は、日本の俳優である。
サンミュージック所属。大阪府東大阪市出身。血液型A型。身長174cm。双子の兄弟である純平と共に芸能活動している。

## 出演

### テレビドラマ
- ごくせん 卒業スペシャル'09（2009年3月28日、日本テレビ）
- エンゼルバンク〜転職代理人 第4話（2010年1月21日、テレビ朝日）
- 大切なことはすべて君が教えてくれた（2011年1月 - 3月、フジテレビ） - 山田哲平 役
- 水曜ミステリー9「さすらい署長 風間昭平10」（2013年7月17日、テレビ東京）
- ガリレオ
- でたらめヒーロー

他

### 映画
- ごくせん THE MOVIE（2009年） - 3年D組 城之内哲平役
- 映画 妖怪人間ベム（2012年） - 高校生役
- カバディーン!!!!!!!（2014年） - 金太役

### その他
- VP「大阪夕陽丘学園短期大学」（2008年）